# 7 v.Chr.
Het jaar 7 v.Chr. is een jaartal volgens de christelijke jaartelling.

## Gebeurtenissen

### Italië
- Tiberius Claudius Nero en Gnaius Calpurnius Piso worden door de Senaat gekozen tot consul van het Imperium Romanum.
- Tiberius onderwerpt de Germanen aan de Rijn, hij keert terug als Imperator en mag van keizer Augustus een triomftocht houden.

### Europa
- De 11-jarige Arminius, zoon van een stamleider van de Cherusken, wordt als gijzelaar afgevoerd naar Rome.

### China
- De 17-jarige Han Aidi (7 - 1 v.Chr.) volgt zijn oom Han Chengdi op als keizer van het Chinese Keizerrijk.

## Overleden
- Alexander en Aristobulus, zonen van Mariamne, de vrouw van Herodes de Grote
- Dionysius van Halicarnassus, Grieks historicus en schrijver